# Jdi do toho
Jdi do toho (v anglickém originále Jump In!) je americký televizní film stanice Disney Channel, premiéru měl 12. ledna 2007. Hlavní role ztvárnili Corbin Bleu a Keke Palmer.

## Příběh
Film je popisován očima mladého agresivního násilníka, který se věnuje boxu, Rodnyho. Je o Issym, o kterém všichni vědí jaký je skvělý boxer. Issy má sousedku Merry, která se soutěžně věnuje skoku přes švihadlo. Jejich tým tvoří čtyři členové. Když musí Issy doprovodit svou malou sestru na jednu z těchto soutěží moc se mu tento sport zalíbí, ale nechce to dát najevo. Když ovšem holkám odejde z týmu skokanka a ony nemají náhradu a mají před důležitou soutěží přemlouvají Issyho, který nakonec přijme. Má podmínku, že budou trénovat potají, protože se za to stydí. Rodny to ale odhalí a samozřejmě vykecá. Issy s ním má zápas v boxu a vyhraje. Rodny chce další zápas, aby ukázal, že to byla jen náhoda. Issy souhlasí a při zápase mu promluví do duše. Přizná se i svému otci, který je sice zklamaný, ale nakonec pochopí, že box je jeho sen. Když má Issy nejdůležitější soutěž, otec i se sestrou přijdou ve chvíli kdy mají vystupovat. Rodny tam dorazí také. S velkým štěstím Issyho tým porazí jejich největší soupeřky Dračice a obměkčený Rodny tím dovypráví příběh. Vše dopadne tak jak má.